# Graaff-Reinet
Graaff-Reinet es la cuarta ciudad más antigua de Sudáfrica. Está situada a 759 m de altitud en la provincia Oriental del Cabo, a orillas del río Sundays, en la zona semidesértica del Karoo; se la conoce con el apodo de «la joya del Karoo».

## Geografía

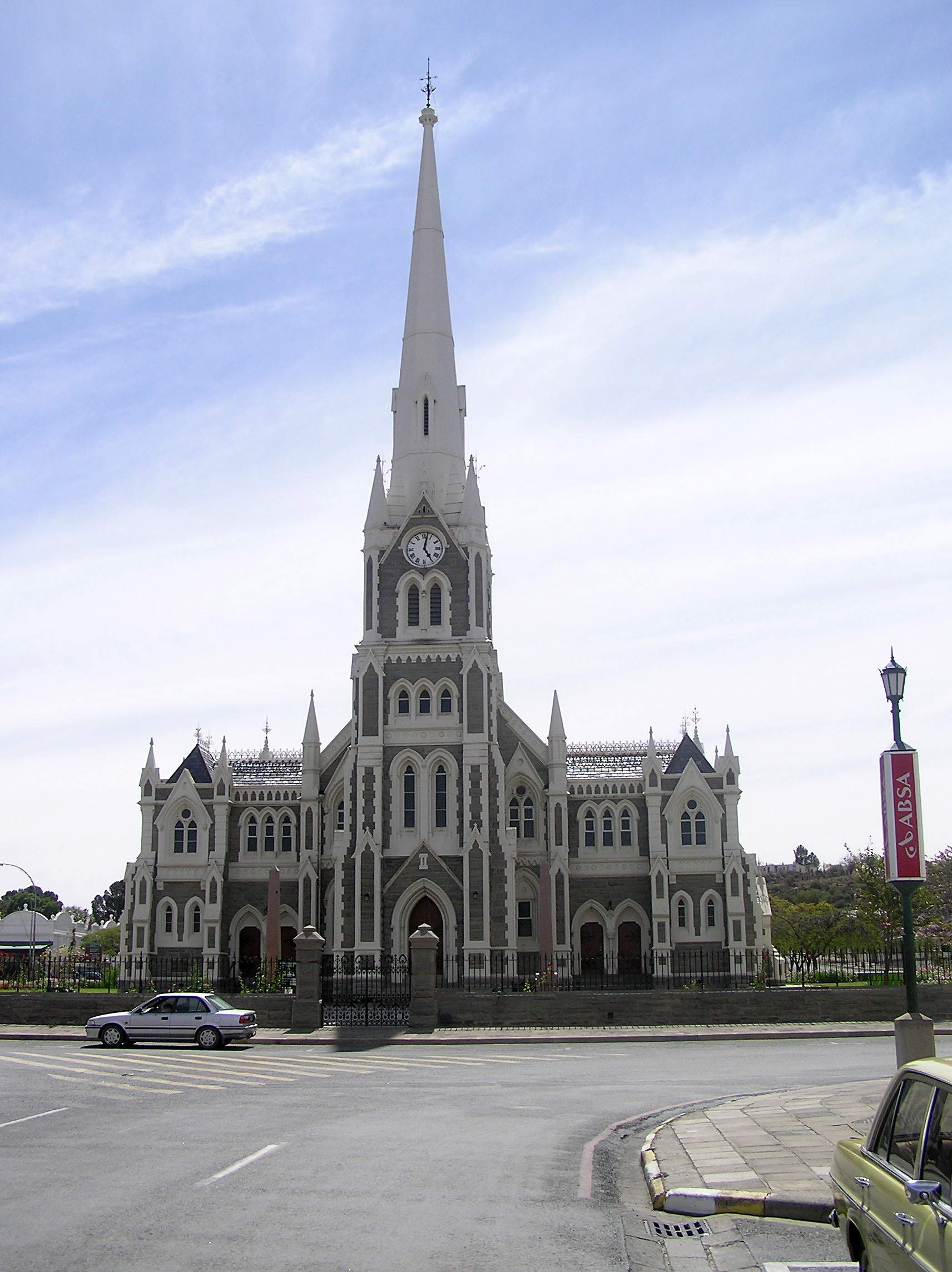
La Iglesia Reformada Holandesa (Grotekerk) en Graaff-Reinet.

Graaff-Reinet está situada en la zona central del Karoo, en un meandro del río Sundays, en las estribaciones meridionales de los montes Sneeuberg.
La población se encuentra prácticamente rodeada por el parque nacional Camdeboo (del inglés: Camdeboo National Park), en el que se encuentra el «Valle de la Desolación» (del inglés: Valley of Desolation), una maravilla geológica con pilares erosionados de dolerita que fue declarado monumento nacional y ofrece unas vistas magníficas sobre las llanuras del Karoo.
A pesar de encontrarse en una zona semidesértica, Graaff-Reinet es un centro agrícola muy próspero, y destaca también por la producción de mohair, la cría de ovejas y de avestruces.

## Historia
La ciudad fue fundada en 1786 por la Compañía Holandesa de las Indias Orientales (en neerlandés: Verenigde Oost-indische Compagnie, VOC) y recibió su nombre en honor del gobernador de la colonia del Cabo, Cornelis Jacob van de Graeff y de su esposa Reinet. En aquella época constituía el centro administrativo de la región de Camdeboo y de Sneeuberg, y el distrito de Graaff-Reinet comprendía todos los territorios situados entre el océano Índico y el río Orange.
En 1795 los habitantes, irritados por las imposiciones de la VOC, proclamaron la república, y su ejemplo fue seguido por la población de Swellendam. Antes de que las autoridades de Ciudad del Cabo reaccionasen, intervinieron los ingleses y lograron la capitulación de los colonos. En 1803, el territorio fue devuelto a los holandeses.
Más adelante, durante le periodo de 1835-1842, cuando se proclamó por primera vez la república de Sudáfrica, Andries Pretorius, granjero de Graaff-Reinet, lideró la marcha de los voortrekkers, granjeros blancos que migraron para colonizar los territorios al norte del río Orange.
Durante la segunda guerra anglo-bóer, Graaff-Reinet se convirtió en el centro de las operaciones militares en la provincia Oriental del Cabo.

## Demografía
La zona urbana de Graaff-Reinet (es decir, el centro de la ciudad, los barrios residenciales y el township de uMasizakhe) contaba con una población de más de 32 000 habitantes, de acuerdo con el censo de 2001. La mayor parte de los habitantes son mestizos (64 %) y el resto, negros (25 %) y blancos (11 %).
La lengua predominante es el afrikáans (75 %), seguido del isiXhosa (21 %) y del inglés (4 %).

## Administración
Desde el año 2000, Graaff-Reinet forma parte del municipio local de Camdeboo (aprox. 50 000 habitantes) junto con las poblaciones de Aberdeen y de Nieu-Bethesda.
En las elecciones municipales del 1 de marzo de 2006, el Congreso Nacional Africano (CNA) obtuvo 11 representantes (y el 67,27 % de los votos) frente a 3 de la Alianza Democrática (AD).
En las elecciones municipales de 2011, el CNA revalidó la victoria con el 55 % de los votos (8 representantes en el ayuntamiento) frente a la AD (42,06 % y 6 representantes).